# Nekrolog 1776
Nekrolog
◄◄
| ◄
| 1772
| 1773
| 1774
| 1775
| 1776 | 1777 | 1778 | 1779 | 1780 | ► | ►►
Weitere Ereignisse | Allgemeiner Nekrolog 1776
Die Beschreibung der verstorbenen Person sollte so kurz wie möglich gehalten sein und nur deren signifikante Tätigkeit(en) enthalten.
Neue Namen ggf. auch unter dem Geburts- und Sterbedatum, also etwa unter 1. Januar und im Geburts- und Sterbejahr (2024) eintragen (nur bei entsprechender großer Wichtigkeit). Für Beispiele siehe die schon vorhandenen Artikel.
Außerdem über die fünf zuletzt Verstorbenen, zu denen es einen ausreichend guten Artikel für eine Präsentation auf der Hauptseite gibt, nach der todesbedingten Überarbeitung der Artikel ggf. auch unter Wikipedia Diskussion:Hauptseite informieren und sie am besten auch in den anderen Wikipedia-Sprachversionen eintragen. Tipp: Regelmäßig bei news.google.de nach „ist tot“, „gestorben“ oder „verstorben“ suchen.
Wenn eine Person gestorben ist, gibt es viele Seiten zu dieser Person in der Wikipedia, die davon auch betroffen sind und entsprechend aktualisiert werden müssen. Beispiele: Namenübersichtsseite, Geburtsjahr, Geburtsort-Seiten und viele mehr.
Wie finde ich die betroffenen Seiten?
Im Suchfeld auf der linken Seite gibt man den Suchbegriff so ein: „Vorname Nachname“. Dann klickt man auf Volltext und alle Seiten mit entsprechendem Suchtext werden aufgerufen. Hier sieht man dann schnell, wo auch das Todesjahr Sinn macht oder sogar ein Teil des Artikels angepasst werden muss. Auch hilft das „Werkzeug“ auf der linken Seite sehr gut, um solche Seiten aufzufinden: „Links auf diese Seite“. Somit ist die Wikipedia wieder aktuell in allen Bereichen! Hinweis: bei Eintragung der Kategorie „Gestorben JAHR“ wird der Missbrauchsfilter 49 ausgelöst, was jedoch nicht schlimm ist. Siehe: Spezial:Missbrauchsfilter/49
Dies ist eine Liste von im Jahr 1776 verstorbenen bekannten Persönlichkeiten. Die Einträge erfolgen innerhalb der einzelnen Daten alphabetisch sortiert. Tiere sind im Nekrolog für Tiere zu finden.

## Januar
| Tag        | Name                                | Beruf, bekannt als                                                                                     | Alter | Beleg |
| ---------- | ----------------------------------- | --- | ----- | ----- |
| 4. Januar  | Bernhard Alexander von Düringshofen | preußischer Generalmajor                                                                               | 61    |       |
| 5. Januar  | Philipp Ludwig Statius Müller       | deutscher Theologe, Zoologe                                                                            | 50    |       |
| 6. Januar  | Catharina du Bois                   | niederländische Malerin von Stillleben                                                                 |       |       |
| 14. Januar | Edward Cornwallis                   | britischer Armeeoffizier, Kolonialgouverneur und Politiker                                             | 62    |       |
| 21. Januar | Jacques de Romas                    | französischer Physiker                                                                                 | 62    |       |
| 23. Januar | Franz Sebald Unterberger            | Südtiroler Maler                                                                                       | 69    |       |
| 24. Januar | Friedrich Michael Ziegenhagen       | deutscher Pietist, Hofprediger des englischen Königs                                                   |       |       |
| 26. Januar | Johann Caspar Högl                  | deutsch-österreichischer Steinmetzmeister und Bildhauer, Bürgermeister von Eggenburg, Niederösterreich | 74    |       |
| 28. Januar | Julián de Arriaga                   | spanischer Adeliger, Offizier und Minister                                                             | 75    |       |

## Februar
| Tag         | Name                             | Beruf, bekannt als                                                             | Alter | Beleg |
| ----------- | -------------------------------- | ------------------------------------------------------------------------------ | ----- | ----- |
| 2. Februar  | Francis Hayman                   | englischer Maler und Illustrator                                               |       |       |
| 7. Februar  | Friedrich Gabriel Muhlius        | deutscher Geheimrat und Vizekanzler im herzoglichen Schleswig-Holstein-Gottorf | 73    |       |
| 9. Februar  | Rainer Kollmann                  | österreichischer Zisterzienser, Abt des Stiftes Zwettl                         | 76    |       |
| 12. Februar | Georg Johann Ludwig Vogel        | deutscher Orientalist und evangelischer Theologe                               | 33    |       |
| 15. Februar | Jürgen Grube                     | Regierungs und Obergerichtsadvokat; Verfasser der Otia Jersbecensia            |       |       |
| 16. Februar | Cajetanus Březina von Birkenfeld | katholischer Priester, Abt des Klosters Osek                                   | 66    |       |
| 17. Februar | Johann Melchior Wichartz         | Gewerke und Bürgermeister in Brilon                                            |       |       |
| 17. Februar | Peter Wülffing                   | deutscher Pastor Zionit                                                        | 74    |       |
| 20. Februar | Philipp Ernst Kern               | Generalsuperintendent in Hildburghausen                                        | 59    |       |
| 23. Februar | Johann Gabriel Räntz             | deutscher Bildhauer des Barock                                                 |       |       |
| 26. Februar | Eggert Christopher Knuth         | dänischer Gutsherr und Stiftamtmann                                            | 53    |       |
| 26. Februar | Johann Christoph Paucker         | evangelischer Geistlicher                                                      | 40    |       |

## März
| Tag      | Name                                               | Beruf, bekannt als                                                                                       | Alter | Beleg |
| -------- | -------------------------------------------------- | --- | ----- | ----- |
| 1. März  | Karl III.                                          | Reichsgraf von Ortenburg                                                                                 | 61    |       |
| 4. März  | Johann Georg Ziesenis der Jüngere                  | deutscher Porträtmaler                                                                                   |       |       |
| 5. März  | Yeongjo                                            | 21. König der Joseon-Dynastie in Korea                                                                   | 81    |       |
| 10. März | Élie Catherine Fréron                              | französischer Literat und Publizist                                                                      | 58    |       |
| 10. März | Karl Steinkellner                                  | österreichischer Philosoph und Jesuit                                                                    | 55    |       |
| 18. März | Carl Elias Adolph von Hachenberg                   | preußischer Oberst                                                                                       | 57    |       |
| 19. März | Johann Wilhelm Simonetti                           | deutscher Kapellmeister, Violinist, Komponist und Librettist                                             | 85    |       |
| 23. März | Robert James                                       | englischer Arzt                                                                                          | 72    |       |
| 24. März | Johann Georg Achenbach                             | Bürgermeister von Siegen                                                                                 | 70    |       |
| 24. März | Franz Karl Ludwig von Boos zu Waldeck und Montfort | römisch-katholischer Geistlicher, Domdechant, Generalvikar und Statthalter von Kurtrier                  |       |       |
| 24. März | John Harrison                                      | englischer Uhrmacher, Erfinder der Grasshopper-Hemmung und der Temperaturkompensation                    | 82    |       |
| 26. März | Samuel Ward                                        | nordamerikanischer Politiker, 31. und 33. Gouverneur der Kolonie Rhode Island and Providence Plantations | 50    |       |
| 28. März | Leopold Anton von Podstatzky-Prusinowitz           | Domdechant und Rektor der Universität Olmütz                                                             | 58    |       |
| 29. März | Johann Gotthelf Lindner                            | deutscher Hochschullehrer und Schriftsteller                                                             | 46    |       |
| 31. März | John Bird                                          | englischer Astronom                                                                                      |       |       |
| 31. März | Karl Gottlob von Nüßler                            | schlesischer Mediziner                                                                                   | 75    |       |

## April
| Tag       | Name                                  | Beruf, bekannt als                                                             | Alter | Beleg |
| --------- | ------------------------------------- | ------------------------------------------------------------------------------ | ----- | ----- |
| 1. April  | Christoph Gottlieb Büttner            | deutscher Mediziner                                                            | 67    |       |
| 2. April  | Luc Courchetet d’Esnans               | französischer Jurist und Agent der Hansestädte bei der französischen Regierung | 80    |       |
| 12. April | Joseph Franz                          | österreichischer Jesuit und Naturwissenschaftler                               | 72    |       |
| 12. April | Isaak Jacob von Petri                 | deutscher Ingenieur, Kartograph, Architekt                                     | 70    |       |
| 18. April | Johann Heinrich Bocris                | deutscher Rechtswissenschaftler und Hochschullehrer                            | 62    |       |
| 18. April | Johann Joseph von Khevenhüller-Metsch | Diplomat, Hofbeamter und 1. Fürst Khevenhüller-Metsch                          | 69    |       |
| 19. April | Jacob Emden                           | jüdischer Gelehrter                                                            | 78    |       |
| 20. April | Friedrich Bernhard Werner             | deutscher Ansichtenzeichner und -stecher                                       | 86    |       |
| 22. April | Filippo Finazzi                       | italienischer Kastrat, Komponist und Kapellmeister                             | 70    |       |
| 22. April | Johann Adolf Scheibe                  | deutscher Barock-Komponist und Musikkritiker                                   | 67    |       |
| 25. April | Gottfried Christian Rothe             | lutherischer Theologe und Generalsuperintendent von Pommern                    |       |       |
| 26. April | Piotr Polejowski                      | Lemberger Bildhauer, Schnitzer und Architekt des Rokoko                        |       |       |
| 26. April | Wilhelmine von Hessen-Darmstadt       | Prinzessin von Hessen-Darmstadt, durch Heirat Großfürstin von Russland         | 20    |       |
| 27. April | Simone Buonaccorsi                    | Kardinal der römisch-katholischen Kirche                                       | 67    |       |
| April     | Lemuel Abbott                         | englischer Kleriker und Dichter                                                |       |       |

## Mai
| Tag     | Name                              | Beruf, bekannt als                                              | Alter | Beleg |
| ------- | --------------------------------- | --------------------------------------------------------------- | ----- | ----- |
| 1. Mai  | Johann Georg Wittich              | deutscher Verleger                                              | 63    |       |
| 3. Mai  | Johann Wilhelm Loeper             | preußischer Hofrat, Ratsmeister in Halle und Rittergutsbesitzer |       |       |
| 3. Mai  | Joseph Piosasque de Non           | bayrischer Offizier, Diplomat und Botschafter                   | 94    |       |
| 5. Mai  | Johann Andreas Kayser von Kaysern | Bischof von Königgrätz, Generalvikar von Prag                   | 59    |       |
| 7. Mai  | Maria Anna von Bayern             | Markgräfin von Baden                                            | 41    |       |
| 8. Mai  | Gabriel Walser                    | Schweizer Pfarrer, Historiker und Geograph                      | 80    |       |
| 11. Mai | Christoph Gottlieb Hedemann       | deutscher Architekt                                             |       |       |
| 11. Mai | Fredrik Carl Sinclair             | schwedischer Adliger, Militär und Politiker                     | 52    |       |
| 14. Mai | Samuel Lenz                       | deutscher Historiker, Rechtswissenschaftler und Hochschullehrer | 90    |       |
| 14. Mai | Ludwig Wilhelm von Schorlemmer    | preußischer Generalleutnant                                     |       |       |
| 22. Mai | Julie de Lespinasse               | französische Salonière, Muse der Enzyklopädisten                | 43    |       |
| 25. Mai | Johann Georg von Langen           | deutscher Forst- und Oberjägermeister                           | 77    |       |
| 28. Mai | Philipp von Spiegel zum Desenberg | Fürstabt von Corvey                                             | 60    |       |
| 29. Mai | Theodor Johann Quistorp           | deutscher Jurist und Bühnenschriftsteller                       | 54    |       |
| 30. Mai | Ike no Taiga                      | japanischer Maler                                               | 53    |       |

## Juni
| Tag      | Name                       | Beruf, bekannt als                                                                 | Alter | Beleg |
| -------- | -------------------------- | ---------------------------------------------------------------------------------- | ----- | ----- |
| 1. Juni  | Erdmann Rudolf Fischer     | deutscher lutherischer Theologe                                                    | 88    |       |
| 2. Juni  | John Thomas                | amerikanischer General im Amerikanischen Unabhängigkeitskrieg                      |       |       |
| 3. Juni  | Bonaventura Bucher         | Schweizer Benediktinermönch, Fürstabt des Klosters Muri                            | 57    |       |
| 4. Juni  | Johann Gottfried Rosenberg | deutsch-dänischer Architekt in der Zeit des Rokoko                                 |       |       |
| 10. Juni | Hsinbyushin                | birmanischer König                                                                 | 39    |       |
| 10. Juni | Paul de Ribeyre            | französischer Bischof                                                              |       |       |
| 11. Juni | Johann Ludwig Oeder        | deutscher Pädagoge und Hofrat                                                      | 53    |       |
| 11. Juni | Leopold Widhalm            | Nürnberger Lauten- und Geigenbauer                                                 | 53    |       |
| 12. Juni | Bartolomeo Felici          | italienischer Komponist und Organist                                               |       |       |
| 13. Juni | William Battie             | englischer Psychiater                                                              | 72    |       |
| 13. Juni | Friedrich von Spörcken     | kurfürstlich braunschweig-lüneburgischer Feldmarschall und kommandierender General | 77    |       |
| 20. Juni | Benjamin Huntsman          | englischer Erfinder, Metallgießer und Hersteller von Gussstahl                     | 72    |       |
| 22. Juni | William Byron              | britischer Politiker                                                               | 26    |       |
| 25. Juni | Johannes Horthemels        | niederländischer Philosoph und reformierter Theologe                               |       |       |

## Juli
| Tag      | Name                                   | Beruf, bekannt als                                                                               | Alter | Beleg |
| -------- | -------------------------------------- | ------------------------------------------------------------------------------------------------ | ----- | ----- |
| 10. Juli | Ernst Samuel Jakob Borchward           | deutscher Kirchenlieddichter                                                                     | 59    |       |
| 13. Juli | Andreas Anton von Capris               | bayerischer Generalmajor                                                                         | 60    |       |
| 15. Juli | Franco Pauw                            | holländischer Lokalpolitiker                                                                     | 62    |       |
| 16. Juli | Franziska Christine von Pfalz-Sulzbach | Fürstäbtissin des Stiftes Essen                                                                  | 80    |       |
| 21. Juli | Giuseppe Asclepi                       | italienischer Astronom und Physiker                                                              | 70    |       |
| 24. Juli | Johann Michael von Loën                | deutscher Schriftsteller, Gelehrter und Staatsmann                                               | 81    |       |
| 24. Juli | David Georg Strube                     | deutscher Jurist und Publizist                                                                   | 81    |       |
| 26. Juli | Benedicta Margareta von Löwendal       | dänisch-deutsche Adlige und Unternehmerin                                                        |       |       |
| 29. Juli | Charles Hutin                          | französischer Maler und Bildhauer, Direktor der Dresdner Kunstakademie                           | 61    |       |
| 31. Juli | Gilles Demarteau                       | französischer Stecher, Radierer und Kunstverleger                                                | 54    |       |
| 31. Juli | Franz Michael Florenz von Lilien       | Thurn und Taxis Hofmarschall und Werler Erbsälzer                                                | 80    |       |
| 31. Juli | Friedrich Wilhelm von Woedtke          | preußischer Offizier, General der Kontinentalarmee im Amerikanischen Unabhängigkeitskrieg        |       |       |
| Juli     | Marie Durand                           | französische Hugenottin, die 38 Jahre lang im „Tour de Constance“ von Aigues-Mortes gefangen war |       |       |

## August
| Tag        | Name                                          | Beruf, bekannt als                                             | Alter | Beleg |
| ---------- | --------------------------------------------- | -------------------------------------------------------------- | ----- | ----- |
| 2. August  | Louis François I. de Bourbon, prince de Conti | französischer Adliger                                          | 58    |       |
| 2. August  | Matthew Maty                                  | niederländischer Mediziner, Biograf und Bibliothekar           | 58    |       |
| 2. August  | Jordan Simon                                  | deutscher katholischer Theologe                                | 56    |       |
| 3. August  | Adolf Heidenreich Droste zu Vischering        | fürstbischöflich-münsterscher Amtsdroste                       | 61    |       |
| 3. August  | Peter Jakob Horemans                          | flämischer Maler                                               |       |       |
| 15. August | Franz Xaver Kleinhans                         | Rokoko-Baumeister im Hochstift Augsburg                        | 76    |       |
| 17. August | Franz Karl von Firmian                        | deutscher Geistlicher, Weihbischof in Passau                   | 34    |       |
| 17. August | Johann Adam von Ickstatt                      | deutscher Hochschullehrer, Direktor der Universität Ingolstadt | 74    |       |
| 25. August | Josef Anton Euseb von Beroldingen             | deutscher Adliger, kaiserlicher Hofrat (1743–1749)             | 72    |       |
| 25. August | David Hume                                    | schottischer Philosoph, Ökonom und Historiker                  | 65    |       |
| 25. August | Carl Friedrich von Poser und Groß-Naedlitz    | preußischer Landrat                                            | 76    |       |
| 26. August | Christian Ernst Hanßelmann                    | Archivar und provinzialrömischer Archäologe                    | 77    |       |
| 28. August | Christian Samuel Ulber                        | deutscher evangelischer Theologe                               | 62    |       |

## September
| Tag           | Name                          | Beruf, bekannt als                                                                                    | Alter | Beleg |
| ------------- | ----------------------------- | --- | ----- | ----- |
| 1. September  | Gerhard Ernst von Hamm        | deutscher Rechtswissenschaftler und Hochschullehrer                                                   | 84    |       |
| 1. September  | Ludwig Hölty                  | deutscher Dichter im Umfeld des Hainbunds                                                             | 27    |       |
| 1. September  | Augustin Roux                 | französischer Arzt und Übersetzer                                                                     |       |       |
| 4. September  | Anton de Haen                 | österreichischer Arzt                                                                                 | 71    |       |
| 5. September  | Johann Wilhelm Siebel         | Bürgermeister in Elberfeld                                                                            |       |       |
| 6. September  | Jan Bouman                    | niederländischer Baumeister                                                                           | 70    |       |
| 8. September  | Johann Chrysanth Bollenrath   | deutscher Maler des Barocks                                                                           | 79    |       |
| 12. September | Peter Heinrich von Stojentin  | preußischer General, Amtshauptmann zu Liebenwalde und Zehdenick                                       |       |       |
| 14. September | Pierre Daubenton              | französischer Rechtsanwalt, Autor und Enzyklopädist                                                   | 73    |       |
| 15. September | Joachim Erdmann Schmidt       | deutscher Rechtswissenschaftler und Historiker                                                        | 66    |       |
| 19. September | Johann Albrecht von Bülow     | preußischer General                                                                                   | 67    |       |
| 19. September | Christian Pedersen Horrebow   | dänischer Astronom                                                                                    | 58    |       |
| 20. September | Lucietta Affabili             | italienische Opernsängerin (Sopran)                                                                   |       |       |
| 20. September | Cadwallader Colden            | britischer Arzt, Botaniker, Wissenschaftler und Politiker, Gouverneur der englischen Kolonie New York | 88    |       |
| 20. September | Innocenz Deixlberger          | Benediktiner und Theologe                                                                             | 75    |       |
| 22. September | Nathan Hale                   | US-amerikanischer Offizier und Lehrer und einer der historischen Helden der USA                       | 21    |       |
| 28. September | Pieter Cramer                 | niederländischer Kaufmann und Entomologe                                                              | 55    |       |
| 28. September | Johann Heinrich von Holtzmann | königlich preußischer Oberst und Kommandeur des schlesischen Artillerie-Garnisonsbataillon            |       |       |
| 29. September | Johann Philipp von Beust      | deutscher General, Geheimer Kriegsrat und Oberamtmann                                                 | 70    |       |

## Oktober
| Tag         | Name                              | Beruf, bekannt als                                                                         | Alter | Beleg |
| ----------- | --------------------------------- | ------------------------------------------------------------------------------------------ | ----- | ----- |
| 3. Oktober  | George Desmarées                  | schwedischer Maler                                                                         | 78    |       |
| 3. Oktober  | William Etheridge                 | englischer Ingenieur, Architekt und Brückenbauer                                           | 68    |       |
| 8. Oktober  | Richard Onslow, 3. Baron Onslow   | englischer Adliger und Politiker                                                           |       |       |
| 9. Oktober  | Hans Wotislaw von Wobeser         | Landrat des Kreises Landsberg                                                              |       |       |
| 10. Oktober | Heinrich Wilhelm von Wutginau     | landgräflich hessen-kasselscher General der Infanterie sowie Gouverneur von Burg Rheinfels |       |       |
| 15. Oktober | John Ellis                        | irischer Botaniker und Zoologe                                                             |       |       |
| 17. Oktober | Ernst Julius von Koschenbahr      | preußischer Generalmajor                                                                   |       |       |
| 17. Oktober | Pierre François Le Courayer       | französischer Augustiner-Chorherr und Theologe, im englischen Exil Professor in Oxford     | 94    |       |
| 21. Oktober | Bernhard Feldmann                 | deutscher Arzt, Naturforscher und Schriftsteller                                           | 71    |       |
| 23. Oktober | Andreas Carl Haacke               | deutscher Militäringenieur und Kartograf                                                   |       |       |
| 23. Oktober | Josef Franz Knoll                 | Verwalter der Kammerdomäne Temescher Banat                                                 |       |       |
| 26. Oktober | Richard Bland                     | US-amerikanischer Politiker                                                                | 66    |       |
| 28. Oktober | Sophie von Sachsen-Hildburghausen | Herzogin von Sachsen-Coburg-Saalfeld                                                       | 16    |       |
| 31. Oktober | Maximilian von Hamilton           | Erzbischof von Olmütz                                                                      | 62    |       |

## November
| Tag          | Name                                    | Beruf, bekannt als                                                                       | Alter | Beleg |
| ------------ | --------------------------------------- | ---------------------------------------------------------------------------------------- | ----- | ----- |
| 1. November  | Francisco de Saldanha da Gama           | portugiesischer Kardinal                                                                 | 53    |       |
| 5. November  | Johann Jakob Baur                       | deutscher evangelischer Theologe, Orientalist und Philologe                              | 47    |       |
| 6. November  | Johann Deodatus Friedrich von Bayar     | preußischer Generalmajor                                                                 |       |       |
| 7. November  | Jacob Sigismund Waitz von Eschen        | hessischer und preußischer Minister                                                      | 78    |       |
| 8. November  | Karl Gotthelf von Hund und Altengrotkau | deutscher Freimaurer                                                                     | 54    |       |
| 15. November | Karl Christoph von Plötz                | preußischer Generalmajor, Chef des Infanterie-Regiments Nr. 22, Amtshauptmann zu Bublitz |       |       |
| 15. November | Fernando de Silva y Álvarez de Toledo   | spanischer Diplomat, Staatsmann und Ministerpräsident                                    | 62    |       |
| 16. November | James Ferguson                          | schottischer Astronom und Mechaniker                                                     | 66    |       |
| 16. November | Heinrich Julius von Lindau              | deutscher Freiherr und Leutnant                                                          | 22    |       |
| 22. November | Johann Caspar Simon                     | deutscher Komponist                                                                      | 75    |       |
| 23. November | Théophile de Bordeu                     | französischer Arzt                                                                       | 54    |       |
| 24. November | Ernst Bogislaus von Borcke              | kursächsischer Generalmajor und zuletzt Kommandant der Festung Königstein                | 74    |       |
| 24. November | Ernst Philipp von Grothaus              | königlich großbritannischer Generalleutnant, braunschweigischer General der Kavallerie   | 72    |       |
| 29. November | Giovanna Maria Farussi                  | Schauspielerin und Mutter von Giacomo Casanova                                           | 68    |       |

## Dezember
| Tag          | Name                              | Beruf, bekannt als                                   | Alter | Beleg |
| ------------ | --------------------------------- | ---------------------------------------------------- | ----- | ----- |
| 3. Dezember  | Bernhard von Wickede              | Bürgermeister der Hansestadt Lübeck                  |       |       |
| 7. Dezember  | Thomas le Cointe                  | deutscher Theologe hugenottischer Abstammung         |       |       |
| 12. Dezember | Anton Maria Stupan von Ehrenstein | österreichischer Geheimrat                           |       |       |
| 13. Dezember | Karl Franz Henisch                | deutscher Schauspieler und Librettist                | 31    |       |
| 14. Dezember | Johann Jakob Breitinger           | Schweizer Philologe und Autor                        | 75    |       |
| 17. Dezember | Imanuel Heinrich Kauderbach       | deutscher lutherischer Theologe                      | 81    |       |
| 17. Dezember | Johann Gottfried Stecher          | deutscher Tischler und Bildhauer                     | 58    |       |
| 21. Dezember | Carl August Wilhelm von Closen    | Mitglied des Göttinger Hainbundes                    |       |       |
| 22. Dezember | Johann Lorenz Wilhelm Räntz       | deutscher Bildhauer des Rokoko                       |       |       |
| 24. Dezember | Giacinto Schiatti                 | italienischer Komponist, Violinist und Kapellmeister |       |       |
| 26. Dezember | Johann Rall                       | Oberst                                               |       |       |
| 30. Dezember | Bernhard Lorenz Groot             | Kaufmann und Ratsherr der Hansestadt Lübeck          |       |       |
| 31. Dezember | Johann Weiß                       | Allgäuer Freskenmaler                                | 38    |       |
| Dezember     | Thomas Lynch                      | US-amerikanischer Politiker                          |       |       |

## Datum unbekannt
| Tag | Name                        | Beruf, bekannt als                                                                   | Alter | Beleg |
| --- | --------------------------- | ------------------------------------------------------------------------------------ | ----- | ----- |
|     | Jacob van der Aa            | niederländischer Maler                                                               |       |       |
|     | Benedikt von Ahlefeldt      | Kommandant von Helgoland und Landrat in Uetersen                                     |       |       |
|     | Giuseppe Antonio Albuccio   | italienischer Stuckateur des Barock                                                  |       |       |
|     | Giorgio Antoniotti          | italienischer Komponist und Cellist                                                  |       |       |
|     | Vittorio Bigari             | italienischer Maler                                                                  |       |       |
|     | Franz Heinrich von Dalberg  | Burggraf von Friedberg, Statthalter von Worms, Amtmann von Oppenheim                 |       |       |
|     | August Wilhelm von Dehn     | Baron von Dehn auf Ludwigsburg und Träger des Dannebrogordens                        |       |       |
|     | Ephraim Ebel                | Pfarrer                                                                              |       |       |
|     | Andreas Christoph Graf      | deutscher Autor                                                                      |       |       |
|     | Inta Pom                    | König des Königreichs Luang Phrabang                                                 |       |       |
|     | Johann Adam Kesel           | Vertreter des Patriziats Kesel, Kaufmann sowie Bürgermeister der Reichsstadt Kempten |       |       |
|     | Marijona Kosakovskienė      | litauische Politikerin                                                               |       |       |
|     | Jean-Michel Papillon        | französischer Holzschneider, Künstler und Enzyklopädist                              |       |       |
|     | Johann Friedrich Ruhe       | deutscher Kantor, Kapellmeister und Komponist                                        |       |       |
|     | Nathaniel St. André         | Schweizer Anatom und Geburtshelfer                                                   |       |       |
|     | Nikolai Sergejewitsch Titow | russischer Komponist                                                                 |       |       |